# Pavocosa herteli
Pavocosa herteli là một loài nhện trong họ Lycosidae.
Loài này thuộc chi Pavocosa. Pavocosa herteli được Cândido Firmino de Mello-Leitão miêu tả năm 1947.